# St. Paul (Nürnberg)

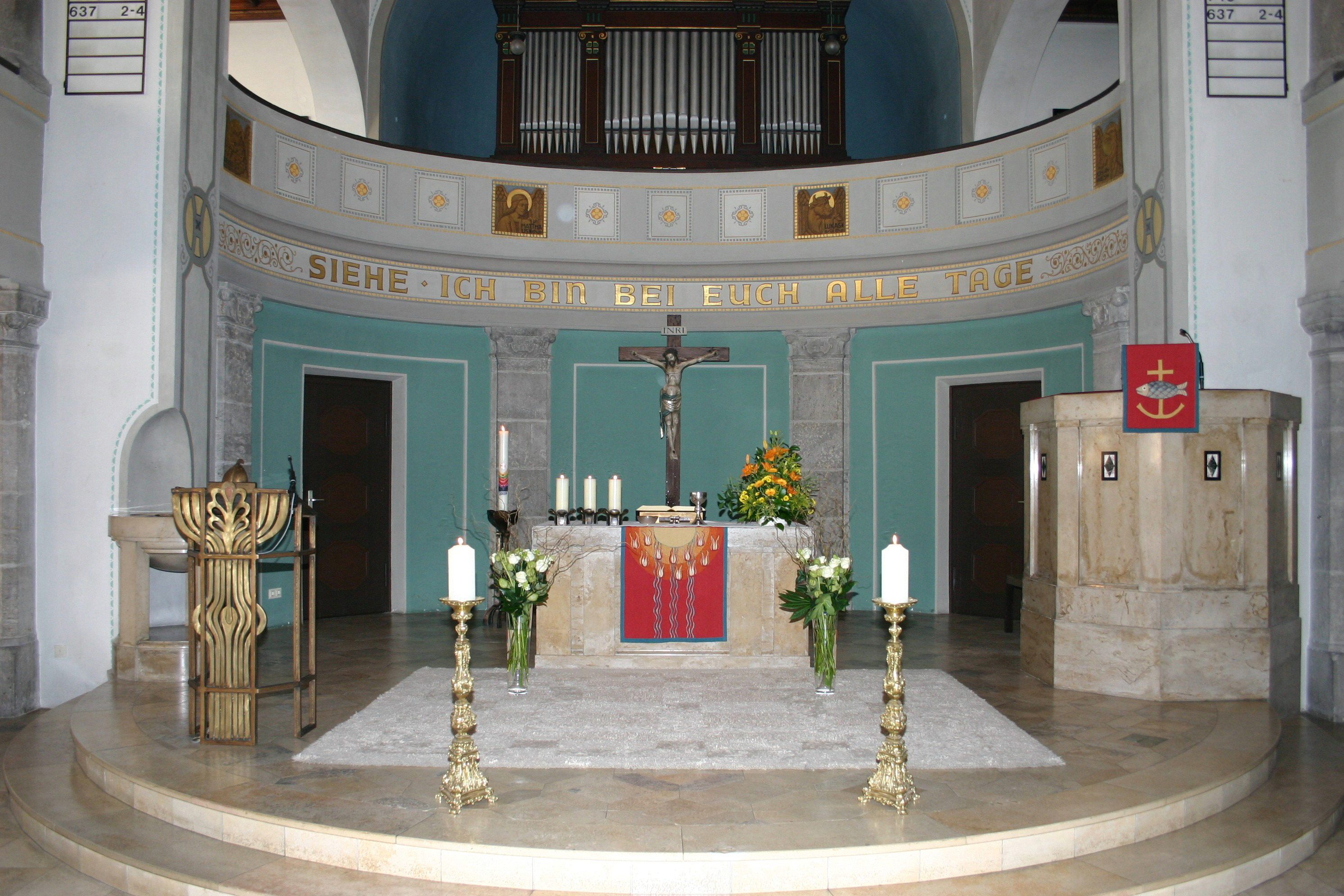
Kirche St. Paul, Altarraum

Die evangelisch-lutherische Kirche St. Paul in Nürnberg steht im Stadtteil Rangierbahnhof-Siedlung, ihre Gemeinde gehört zur Evangelisch-Lutherischen Kirche in Bayern und ist von ihrer Entstehung und Entwicklung her eng mit der Eisenbahn verbunden. Das Gotteshaus gilt als einzige Jugendstil-Kirche in Nürnberg. Es besitzt die älteste stilecht erhaltene Orgel unter den evangelisch-lutherischen Kirchen der Stadt, die älteste derart erhaltene Orgel Nürnbergs befindet sich in der katholischen Elisabethkirche.

## Geschichte
1903 wurde im südlichen Reichswald der neue Rangierbahnhof Nürnberg in Betrieb genommen, der nach Umbauten heute einer der modernsten und leistungsfähigsten Rangierbahnhöfe Deutschlands ist. Für den Güterumschlag war auch entsprechendes Personal erforderlich, für das von der Eisenbahnverwaltung aber nur wenige Wohnungen gebaut worden waren. Der Gewerkschafter und Sozialpolitiker Matthäus Herrmann erkannte diesen Notstand und gründete die „Karl-Bauernfeind-Kolonie“. 1907 wurden die ersten Wohnungen bezogen. Nach dem Ersten und dem Zweiten Weltkrieg wurde die Eisenbahnersiedlung weiter ausgebaut, bis sie einen Umfang von mehr als 2400 Wohnungen hatte.
1901 wurden die evangelisch-lutherischen Bewohner der Siedlung in die Pfarrei St. Peter eingegliedert und von einem Hilfsgeistlichen betreut. Auf seine Initiative genehmigte die Eisenbahnverwaltung am 22. April 1907 wegen der zu großen Entfernung zur St.-Peters-Kirche am Ablaufberg die Einrichtung eines Betsaals in einem Betriebsgebäude des Einfahrtbahnhofs. Am 18. Juni 1907 gestattete das Königliche Oberkonsistorium die Durchführung von regelmäßigen Gottesdiensten, Taufen und sechs bis acht Abendmahlsfeiern im Jahr. Am 1. September 1907 wurde der nur schulzimmergroße Betsaal eingeweiht. Da dies keine Dauerlösung sein konnte, wurde am 31. Oktober 1907, dem Reformationstag, ein Kirchenbauverein gegründet.

### Kirchbau

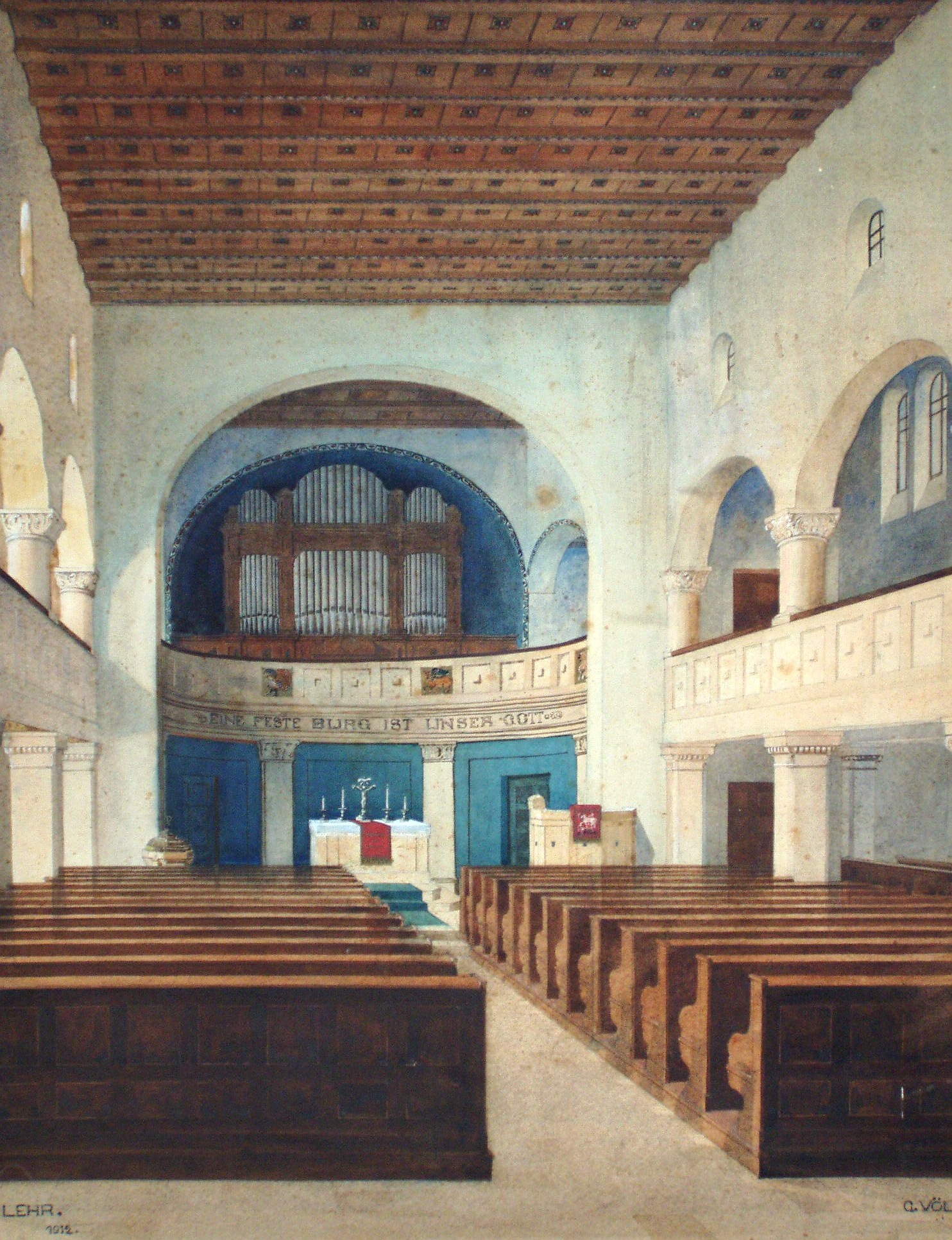
Kirche St. Paul, Entwurf von Albert Lehr

Bei den damals mehrheitlich sozialdemokratisch eingestellten „Rangierbahnhöfern“ war es nicht unbedingt selbstverständlich, dass zu der Eisenbahnersiedlung auch Kirchen gehören müssten. Von Anfang an stand jedoch fest, dass eine evangelische und eine katholische Kirche in der Siedlung gebaut werden. 1907 hatte sich die Eisenbahnverwaltung bereit erklärt, den Baugrund umsonst bereitzustellen und die Kosten für die Projektierung sowie die Bauleitung zu übernehmen. Im Jahr 1910 waren von den knapp 1500 Bewohnern der Wohnkolonie 60 Prozent evangelisch und 40 Prozent katholisch.
Am 1. Juli 1909 stellte der Verein die Pläne vor: eine Kirche mit 600 Sitzplätzen, davon ein Teil auf Emporen, Pfarrhaus und verbindendem Konfirmandensaal. Am 29. April 1910 wurde dieses Konzept noch um eine Schwesternstation ergänzt. Planung und Bauleitung übernahm der Architekt und Eisenbahn-Baubeamte Albert Lehr; St. Paul blieb die einzige Kirche, die er in seiner Berufslaufbahn erbaute.
Der Präsident der Eisenbahndirektion, Lorenz von Seidlein, wollte eine möglichst abwechslungsreiche Siedlung schaffen. Auch die beiden Kirchen sollten sich so stark wie möglich unterscheiden, aber doch miteinander harmonieren. Anfangs wurde daran gedacht, die evangelische Kirche – anders als die katholische Schwesterkirche St. Willibald – als Zentralbau mit einem Dachreiter statt eines Turms zu erstellen, womit der Kirchenbauverein nicht einverstanden war. Albert Lehr schrieb dazu: „Da gab mir Gott in schlaflosen Stunden in der Nacht den rettenden Einfall, der evangelischen Kirche zwei Türme zu geben.“
Auf den Baugrund der künftigen Kirche wurden anderthalb Meter Erdreich aufgetragen, um das Bauwerk besser zu Geltung kommen zu lassen. Um den Kostenanschlag möglichst einzuhalten, entstand die – in Bayern unübliche – raumsparende Lösung mit der Orgel hinter dem Altar als Blickpunkt für die Gemeinde. Damit entstand zusätzlich Platz auf den Emporen. Der Entwurf wurde vom Kirchenbauverein am 31. März 1911 gebilligt. Der Bau kostete 185.000 Mark, 40.000 mehr als veranschlagt. Am 7. September 1913 wurde die Kirche St. Paul mit einem Festzug von der Mutterkirche St. Peter zur neuen Kirche eingeweiht. Die Figuren der Apostel Petrus und Paulus am Eingang verweisen auf St. Peter und St. Paul, das ursprüngliche Patrozinium der Peterskirche.
Die von Albert Lehr erbaute Kirche ist das einzige Nürnberger Gotteshaus im späten Jugendstil. Trotz der häufigen Renovierungen, bei denen ein Teil der Inneneinrichtung verloren ging, vermittelt die Kirche noch heute einen guten Eindruck dieser Stilrichtung. In der Festschrift zur Einweihung hieß es: „Unsre Paulskirche macht auf den Besucher einen imposanten Gesamteindruck. Schlicht und einfach und doch nicht alltäglich; ernst, zuweilen derb und doch traulich, anheimelnd; ohne viel Schmuck, aber von gewaltiger Architektur – so sehen wir sie kraftvoll emporragen mit ihren beiden trutzigen Türmen; schon äußerlich betrachtet, das Bild einer echt protestantischen Kirche.“

### Orgel
Die Orgel aus dem Jahr 1913 stammt aus der Nürnberger Werkstatt von Johannes Strebel. Das Instrument hat 22 Register (1319 Pfeifen) auf zwei Manualen und Pedal. Die Spiel- und Registertrakturen sind pneumatisch.
| I Hauptwerk C–g3 |                |     |
| 1.               | Bourdon        | 16′ |
| 2.               | Dolce          | 08′ |
| 3.               | Harmonie-Flöte | 08′ |
| 4.               | Viola di Gamba | 08′ |
| 5.               | Principal      | 08′ |
| 6.               | Rohrflöte      | 04′ |
| 7.               | Octave         | 04′ |
| 8.               | Mixtur IV      | 02′ |

| II Schwellwerk C–g4 |                  |       |
| 9.                  | Salicional       | 8′    |
| 10.                 | Vox coelestis    | 8′    |
| 11.                 | Lieblich-Gedeckt | 8′    |
| 12.                 | Wienerflöte      | 8′    |
| 13.                 | Quintatön        | 8′    |
| 14.                 | Geigen-Principal | 8′    |
| 15.                 | Fugara           | 4′    |
| 16.                 | Flautino         | 2′    |
| 17.                 | Sesquialtera II  | 2 ⁄3′ |
| 18.                 | Cornettino III   | 2 ⁄3′ |

| Pedal C–f1 |            |     |
| 19.        | Bourdonbaß | 16′ |
| 20.        | Subbaß     | 16′ |
| 21.        | Contrabaß  | 16′ |
| 22.        | Violon     | 08′ |

- Koppeln: II/I, II 16'/I, II 4'/II, I/P, II/P

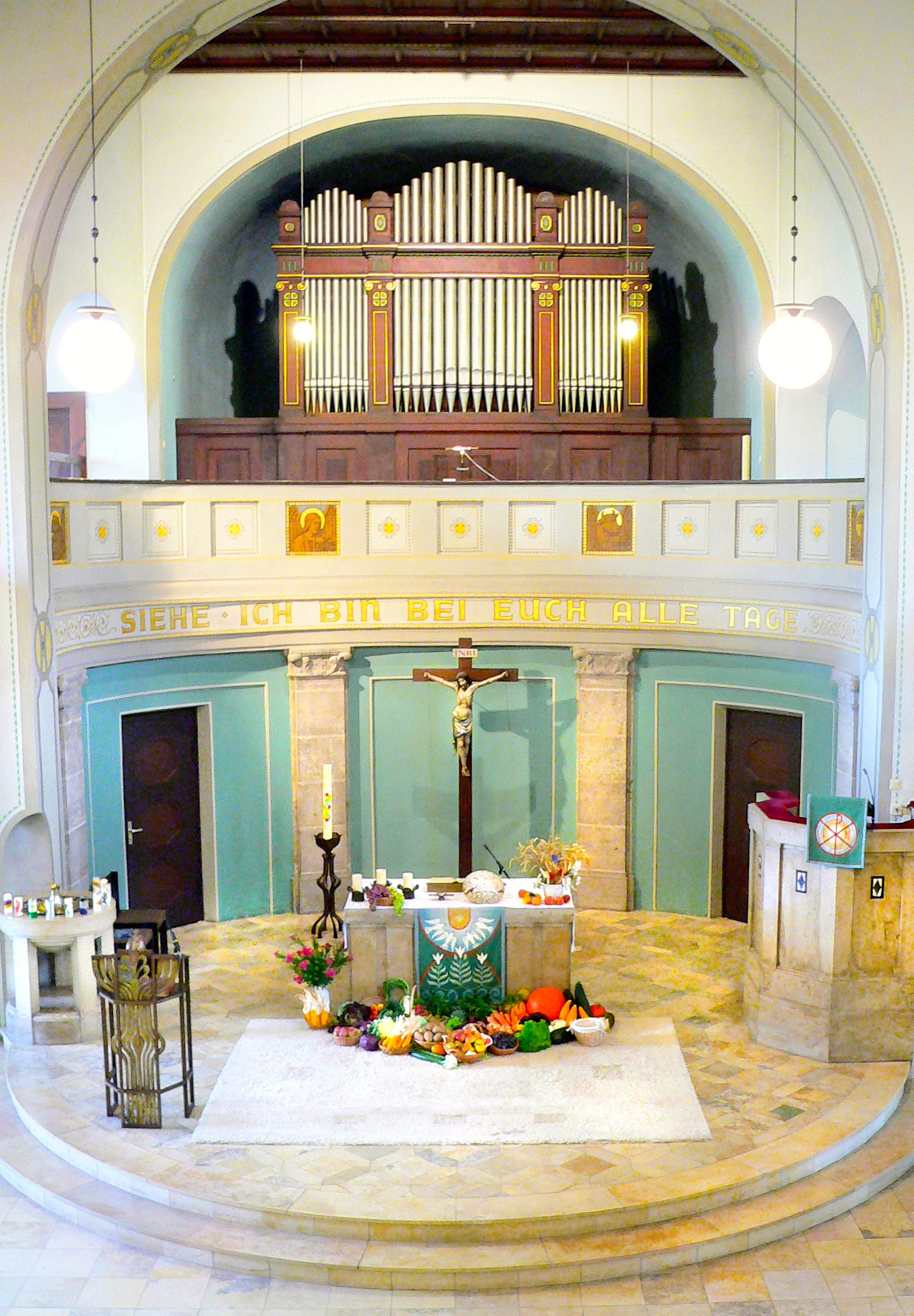
Orgel über Erntedankaltar

- Spielhilfen Feste Kombinationen (mf, f, tutti), Absteller (Handregister, General-Crescendo, Pianopedal)

### Glocken
In einem der Türme hängen drei Kirchenglocken aus Eisenhartguss in den Tönen des′ – f′ – as′, die 1922 von der Gießerei Schilling und Lattermann gegossen wurden.

### Gemeinde
Zum 1. Januar 1916 wurde St. Paul zur selbstständigen Kirchengemeinde erhoben. Zahlenmäßig war sie die kleinste Nürnberger Gemeinde, flächenmäßig die größte, da zu ihr bis 1933 auch die Gartenstadt gehörte. In den 1920er Jahren erlebte St. Paul eine Verdreifachung der Mitgliederzahlen. Auch als 1953 Langwasser von St. Paul getrennt wurde, hatte die Gemeinde noch 3.500 Mitglieder. Deshalb wurden Ende der 1960er Jahre das Gemeindehaus und das Pfarrhaus am Planetenring gebaut. Durch den Strukturwandel bei der Bahn wurde die Gemeinde seit Mitte der 1970er Jahre jedoch kontinuierlich kleiner. Zurzeit zählt sie etwa 1150 Mitglieder.
Die vom Kirchenbauverein schon mitgeplante Schwesternstation konnte wegen des Ersten Weltkriegs erst 1928 errichtet werden. Der Betrieb der daraus entstandenen Diakoniestation ist zum 1. April 2003 von der Diakoniestation St. Peter übernommen worden. 1912 wurde ein Kirchenchor gegründet, der seit 2014 als Saint Paul's Gospel Choir probt; seit 2015 gibt es ein kirchenmusikalisches Angebot für Kinder, die Saint Paul's Musical Kids. Durch besondere kirchenmusikalische Projekte ist die Gemeinde über die Grenzen hinaus bekannt. 2011 wurde das Gesamtwerk von Franz Liszt aufgeführt. Im Kirchenjahr 2013/2014 erklang das Gesamtwerk von Max Reger im Gottesdienst und in Geistlichen Abendmusiken. Für 2016 wurde die Restaurierung der Strebel-Orgel vorbereitet. Seit 1935 erscheint ein „Gemeindebote“.
Als die Kirche im Zweiten Weltkrieg beschädigt wurde, fanden 1945/1946 die Gottesdienste im angrenzenden Konfirmandensaal statt. In der Sakristei wurde nach dem Krieg eine Kindertagesstätte untergebracht, aus der das heutige Kinderhaus St. Paul entstand.

## Gegenwart

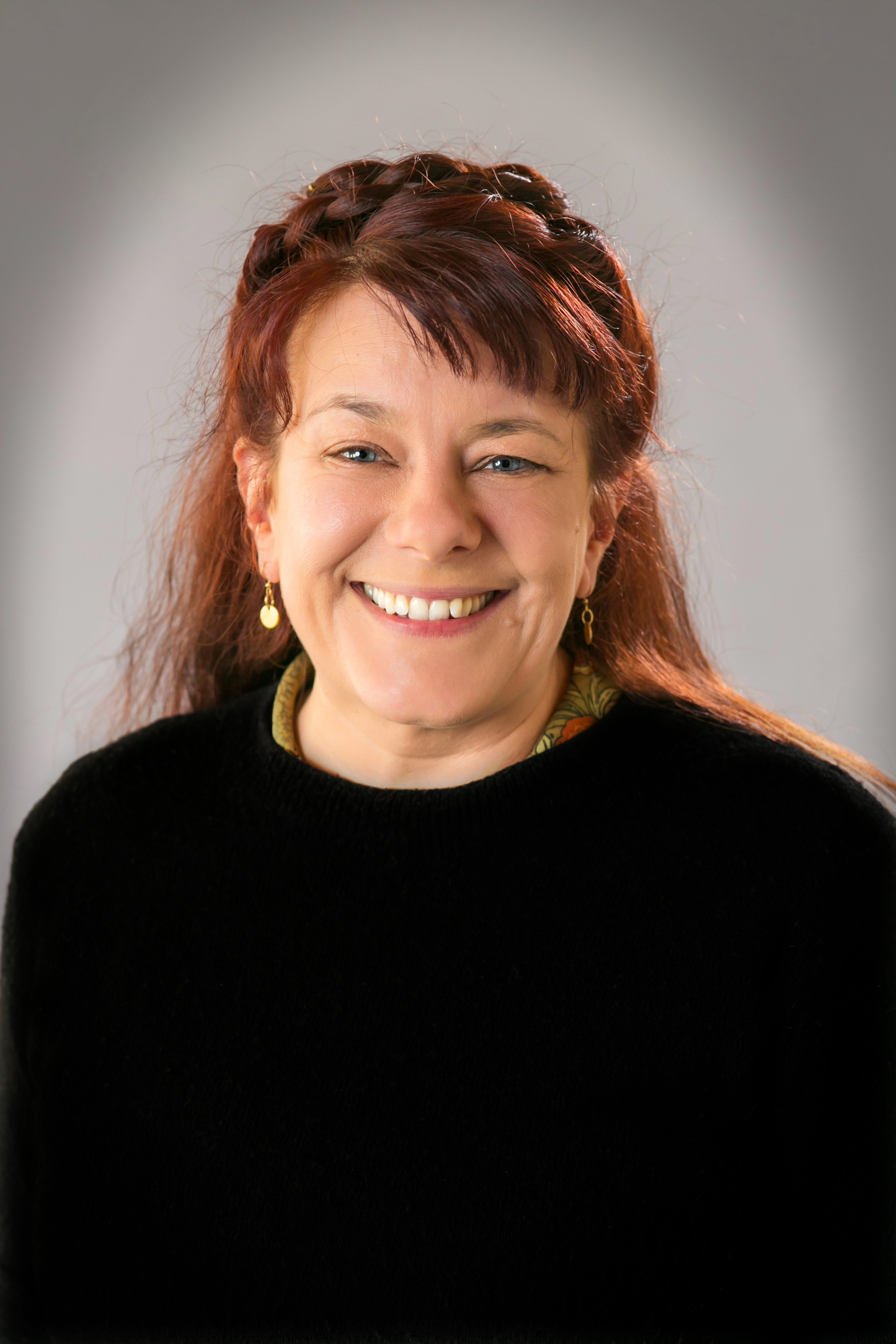
Pfarrerin Lisa Weniger

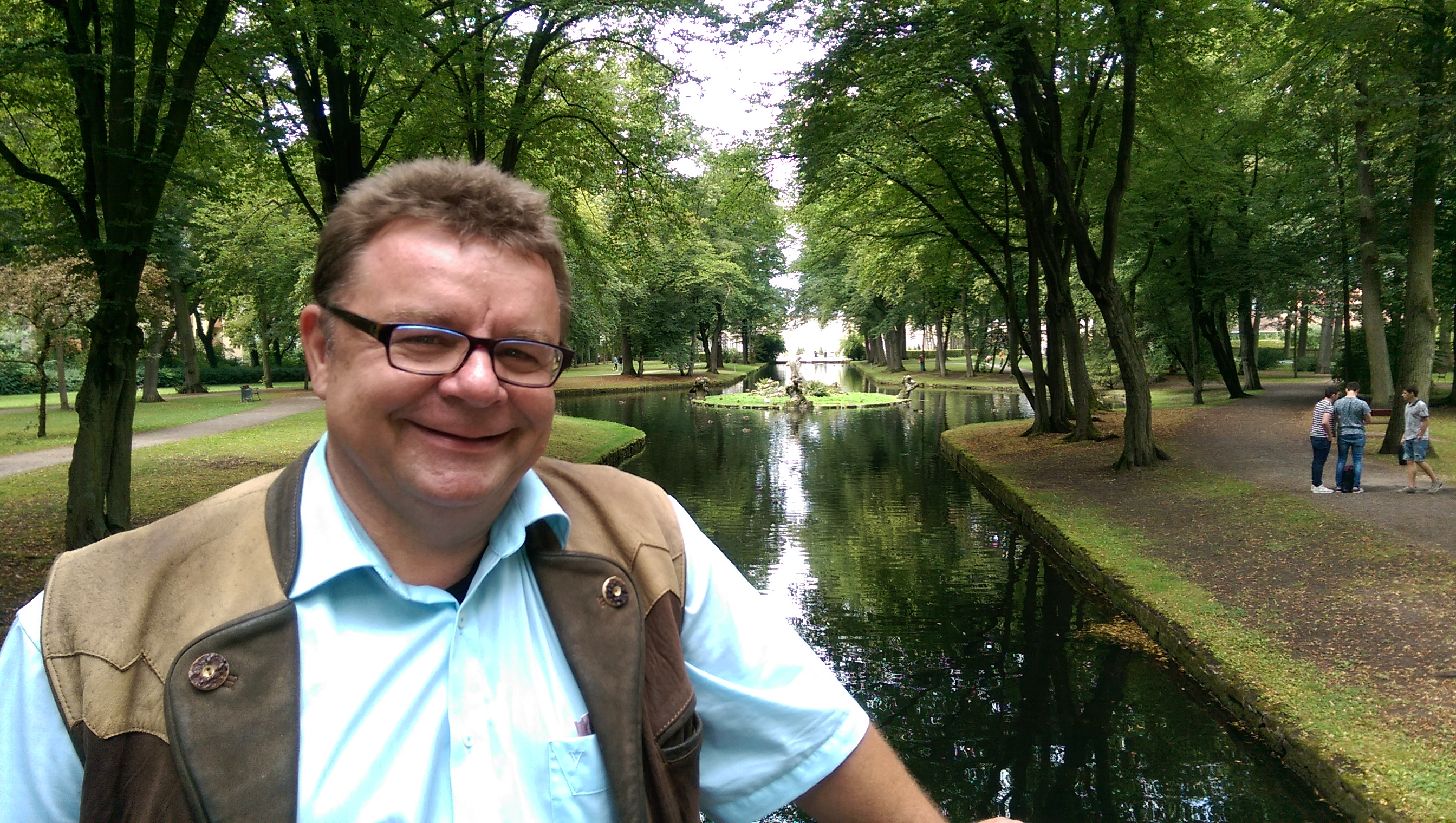
Diakon Wolfgang Kopp

Inhaber der 1. Pfarrstelle war vom 1. März 2002 bis zum 30. Juni 2012 Jürgen Thiede, der zuvor Referent im Kirchenamt der EKD, Wissenschaftlicher Assistent an der Theologischen Fakultät in Erlangen und Pfarrer in Wonsees (1987–1990) und Ottobeuren (1990–2002) war. Als Stellvertretender Landesvorsitzender des EAK der CSU ist er auch politisch engagiert. Ab 1. Juli 2013 wurde Elke Münster Inhaberin der 1. Pfarrstelle. Seit dem 1. September 2023 ist Pfarrerin Lisa Weniger die erste und einzige Pfarrerin von St. Paul. Gemeinsam mit dem Klinikseelsorger Diakon Wolfgang Kopp und dem Kirchenvorstand (Vertrauensmann Tobias Tretter, stellvertretende Vertrauensfrau Michaela Selber, Margit Böhner, Anne Engelhardt und Birgid Schott) leitet sie die Gemeinde.